# Lienhard von Monkiewitsch

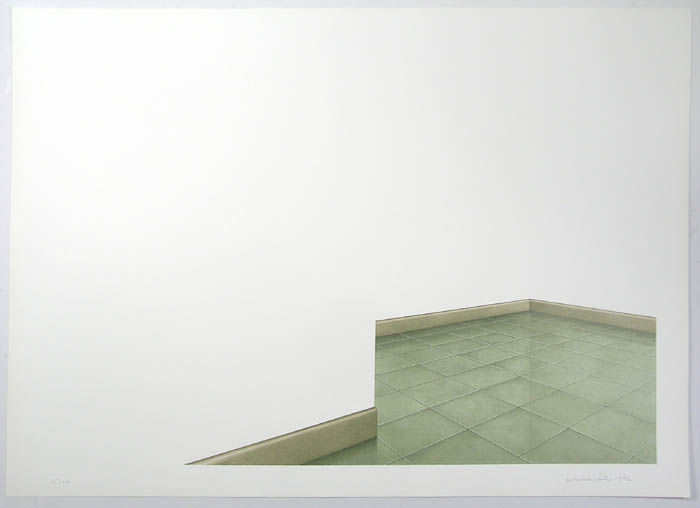
„Raumecke“, Serigrafie, 1972

Lienhard von Monkiewitsch (* 23. März 1941 in Steterburg) ist ein deutscher Maler, Grafiker und Objektkünstler.

## Leben

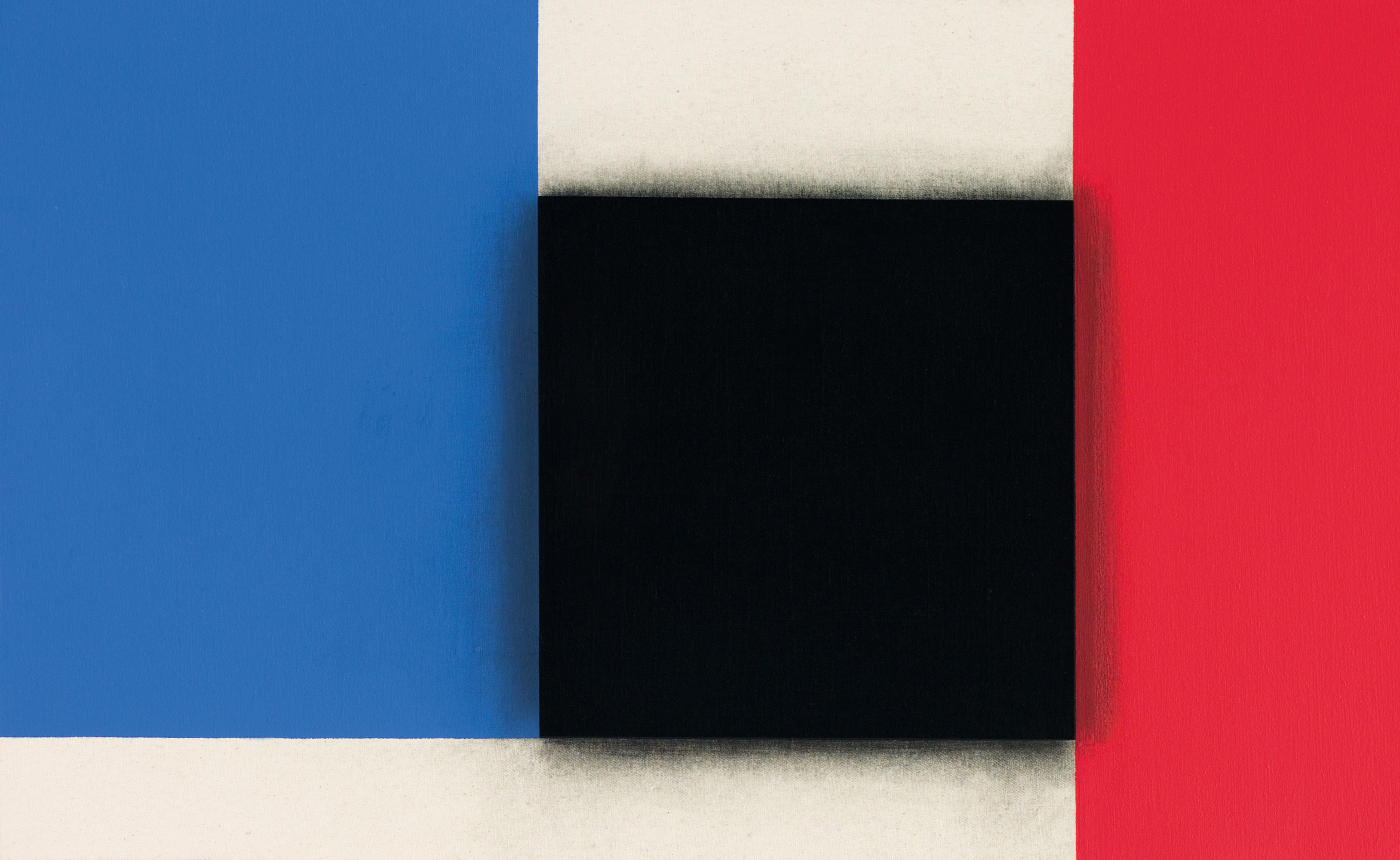
„Komposition mit den aufeinander folgenden Fibonacci-Zahlen 8,13,21,34,55,89“, Öl/acryl auf Leinwand, 1994

Lienhard von Monkiewitsch studierte von 1964 bis 1967 in Braunschweig an der Hochschule für Bildende Künste (HBK) Kunstpädagogik und von 1967 bis 1969 Malerei und Grafik bei Alfred Winter-Rust. Nach Abschluss des Studiums erhielt er 1969/70 das DAAD-Stipendium für Paris und 1970 den Niedersächsischen Förderpreis. 1971 wurde ihm der Preis Neues Forum Bremen verliehen. 1979 erhielt er das Villa Massimo-Stipendium, mit dem ein einjähriger Aufenthalt in Rom verbunden war. Seit 1985 folgten längere Arbeitsaufenthalte in Los Angeles und Ausstellungen in New York, Los Angeles, Boston, London und Tokio. 1986 erhielt er das Niedersächsische Künstlerstipendium, 1997 den Kunstpreis der SPD-Fraktion des Niedersächsischen Landtages und 2005 den Deutschen Kritikerpreis in der Sparte Bildende Kunst.
Zwischen 1972 und 1979 war von Monkiewitsch Lehrbeauftragter und von 1980 bis 2006 Professor für Malerei an der Hochschule für Bildende Künste in Braunschweig (HBK). Von 1999 bis 2004 war er Vizepräsident der Hochschule. Monkiewitsch war Mitglied des Deutschen Künstlerbundes, an dessen Jahresausstellungen er regelmäßig von 1971 bis 1990 teilnahm.
Er lebt und arbeitet in Braunschweig und Sardinien.
Lienhard von Monkiewitsch wurde mit seinem Werk in die "Künstlerdatenbank und Nachlassarchiv Niedersachsen" aufgenommen.

## Werk

### Bildende Kunst
Lienhard von Monkiewitsch beschäftigt sich in seinen Bildern mit der Darstellung des Raums. Bekannt wurde er Ende der 1960er, Anfang der 1970er Jahre mit raumillusionistischen Werken, auf denen ausschließlich geflieste leere Fußböden zu sehen sind. Der Betrachter war herausgefordert, die fehlenden Wände zu Ende zu ergänzen und die Räume mit der eigenen Fantasie zu füllen. Setzte Monkiewitsch hier noch das Mittel der Perspektive ein, so gelang ihm die Raumumschreibung später (seit 1984) mit tiefen, matten, saugenden Farben, die zu einem Schwarz führten, das sich durch die besondere Art des Pigmentauftrags einerseits vor die Leinwand zu schieben scheint als auch andererseits die Tiefe des unendlichen Raumes suggeriert. Ausgehend vom Werk Das Schwarze Quadrat des Kasimir Malewitsch hat der Maler durch zwei Schnitte in diese Ikone der ungegenständlichen Malerei des 20. Jahrhunderts und durch eine sich selbst auferlegte Regel für die Verlegung der nun entstandenen drei Formen zu einer Vielzahl neuer Raum suggerierender Konstellationen gefunden. Mit diesen respektlos erscheinenden Umdeutungen und Zerschneidungen, letztlich Zerstörungen ist er zu einem unorthodoxen Vertreter konkreter Kunst geworden.

### Schriften
- Lienhard von Monkiewitsch, Reinhard Scheibe, Giso Westing (Hrsg.): Ludwig Zerull. Vermittler, Gestalter, Chronist, Bonvivant, Gesamtherstellung: ArtnetworX GmbH, Hannover, 2012

## Ausstellungen
- 1970 Galerie Langer, Braunschweig
- 1971 Frankfurter Kunstkabinett Hanna Bekker vom Rath, Galerie Müller, Köln
- 1972 Neues Museum, Ulm; Studio des Kunstvereins, Kassel; Galerie Brusberg, Hannover
- 1981 Kunstverein Hannover
- 1987 Angles Gallery, Santa Monica; Galerie kö 24, Hannover; Galerie Jöllenbeck, Köln
- 1992 Art Studio 1, Deinste; Mars Gallery, Tokio; Auchincloss Gallery, New York
- 1993, 2001 Zellermayer Galerie, Berlin
- 1995 Art Studio 1, Deinste, "Konstruierte Zufälle"
- 1999 Art Studio 1, Deinste, "Transparenz"
- 2002 Galerie Spielvogel, München
- 2003 Art Studio 1, Deinste, "Gebaute Bilder"
- 2004 „Ad Infinitum: Serial Imagery in 20th Century“, Davis Museum, Wellesley MA, Boston
- 2006 Wilhelm-Hack-Museum, Ludwigshafen, Von Räumen zum Raum  (auch: Architekturbilder, Marburger Kunstverein, Marburg; Frühe Räume – Späte Zufälle, Galerie KUBUS, Hannover; Zwei Schnitte – Zwei Serien, Städtische Galerie Wolfsburg)[2]
- 2007 Art Studio 1, Deinste, "Farb-Raum-Spiele"
- 2010 Kunstmuseum Celle, Sein & Schein
- 2012 VGH-Galerie, Hannover, Raumstation
- 2015 Kunstverein Grafschaft Bentheim, Neuenhaus, Lienhard von Monkiewitsch